# HOWOGE-Arena „Hans Zoschke“
HOWOGE-Arena „Hans Zoschke“ – stadion piłkarski w Berlinie (w dzielnicy Lichtenberg), stolicy Niemiec. Został otwarty 14 września 1952 roku. Może pomieścić 9900 widzów (z czego 900 miejsc jest siedzących). Swoje spotkania rozgrywają na nim piłkarze klubu SV Lichtenberg 47.
Stadion wybudowano w latach 1949–1952 w miejscu dawnego boiska zwanego Sportplatz Normannenstraße. Otwarcie stadionu miało miejsce 14 września 1952 roku, a na inaugurację odbył się na nim mecz finałowy piłkarskiego Pucharu NRD (SG Volkspolizei Dresden – BSG Einheit Pankow 3:0). Spotkanie to obejrzało z trybun 18 000 widzów, co do dziś pozostaje rekordem frekwencji areny. Obiekt początkowo zwany był Stadion an der Normannenstrasse, jednak już miesiąc po otwarciu nadano mu imię działacza ruchu oporu przeciwko narodowemu socjalizmowi, Hansa Zoschke (Hans-Zoschke-Stadion). W latach 50. XX wieku odsłonięto także na stadionie tablicę poświęconą pamięci Hansa Zoschke (została ona skradziona przez nieznanych sprawców w 2005 roku, dwa lata później wykonano nową tablicę). W 1972 roku stadionowi groziła likwidacja w związku z planowaną rozbudową pobliskiej siedziby Stasi, dzięki zaangażowaniu Komitetu Antyfaszystowskich Bojowników Ruchu Oporu, a także wdowy po Hansie Zoschke, udało się ocalić stadion od rozbiórki. 31 października 2009 roku, w związku z umową sponsorską ze spółdzielnią mieszkaniową Howoge, zmieniono nazwę obiektu na HOWOGE-Arena „Hans Zoschke“.